# Новий Бечей (община)

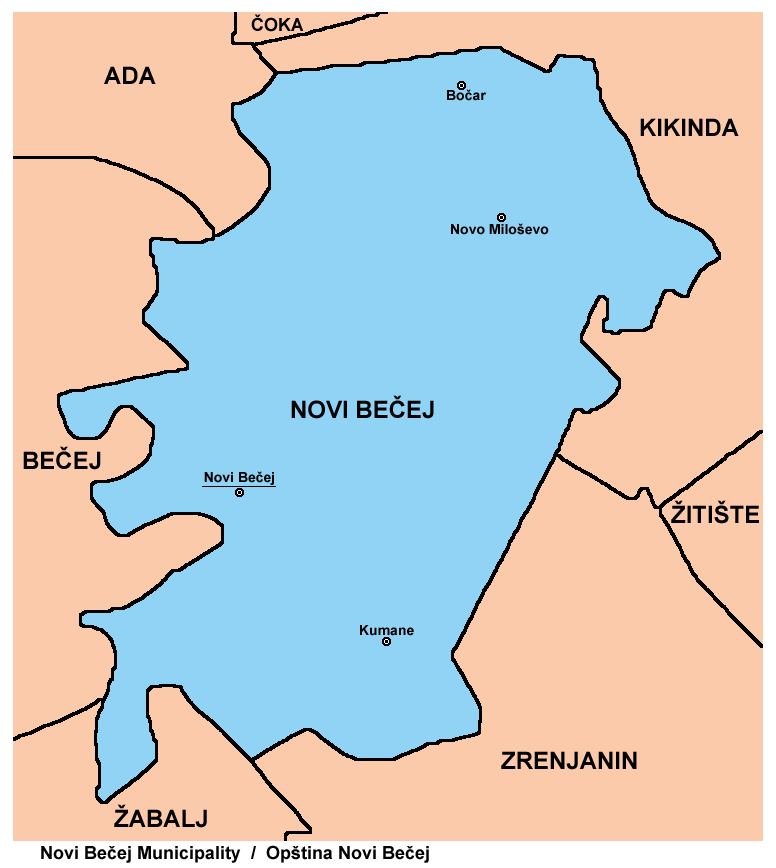

Общи́на Но́вий Бече́й (серб. Општина Нови Бечеј) — община в Сербії, в складі Середньо-Банатського округу автономного краю Воєводина. Адміністративний центр — містечко Новий Бечей.

## Населення
Згідно з даними перепису 2002 року в общині проживало 26 924 особи, з них:
- серби — 69,9%
- угорці — 19,2%
- цигани — 3,6%
- югослави — 2,1%
- румуни — 0,6%

## Населені пункти
Община утворена з 4 населених пунктів (1 містечка та 3 сіл):
| № | Населений пункт | Площа, км² | Населення, осіб (2002, перепис) |
| - | --------------- | ---------- | ------------------------------- |
| 1 | Бочар           | 50,5       | 1 895                           |
| 2 | Кумане          | 98,8       | 3 814                           |
| 3 | Новий Бечей1    | 286,5      | 14 452                          |
| 4 | Нове Мілошево2  | 171,0      | 6 763                           |

1 — містечко
2 — колишнє містечко